# Хун Лянцзи
Хун Лянцзи́ (кит. 洪亮吉, пиньинь Hóng Liàngjí, 1746—1809) — китайский учёный-конфуцианец (степень цзиньши 1790, академик Ханьлинь), приговорённый в 1799 к смертной казни за критику императора Цяньлуна в связи с фаворитизмом по отношению к фавориту Хэшэню (вскоре после самоубийства последнего). Приговор был смягчен вмешательством императора Цзяцина. По его утверждению, он «сохраняет письмо Лянцзи у кровати, как напоминание о монарших обязательствах перед страной». Казнь была заменена ссылкой в Или, но уже в 1800 Лянцзи был амнистирован. Публичное извинение императора за несправедливое наказание сопровождалось дождём и мемориальным стихотворением.
Как академик, Хун был участником комиссии по созданию Сыку цюаньшу и другом многих учёных движения каочжэн (考證). В настоящее время известен прежде всего своим меморандумом о проблеме растущего населения в Китае. По заинтересованности проблемой демографии его иногда сравнивают с Томасом Мальтусом.
Принадлежит к интеллектуальной школе Чанчжоу.